# 쇠사슬을 끊어라
"쇠사슬을 끊어라"는 1971년에 개봉한 대한민국의 영화이다.

## 캐스팅
- 장동휘 : 태호 역
- 남궁원 : 김철수 역
- 허장강 : 허달건 역
- 황해 : 고노에 대장 역
- 윤소라 : 량즈 역
- 최남현
- 김세라
- 최창호
- 박기택
- 지용남
- 김문주
- 한명환
- 이기영